# Strabag
STRABAG Societas Europaea — австрійська будівельна компанія зі штаб-квартирою у Відні. Один із найбільших будівельних концернів у Європі.
Концерн STRABAG SE є результатом злиття двох великих будівельних холдингів: австрійської компанії «Ilbau» і німецької «STRABAG», а також поглинання інших підприємств.
Компанія спеціалізується на будівництві промислових, офісних і житлових будівель, доріг, тунелів та інших комунікацій. Серед найбільших проектів компанії  — ділянка «Амстег» тунелю Готард (найдовший залізничний тунель у світі протяжністю 57 км) у Швейцарії, аеропорти в Мюнхені, Відні, Празі, Берліні, Софії.